# Sideridis tridens
Sideridis tridens là một loài bướm đêm trong họ Noctuidae.